# 原田重吉

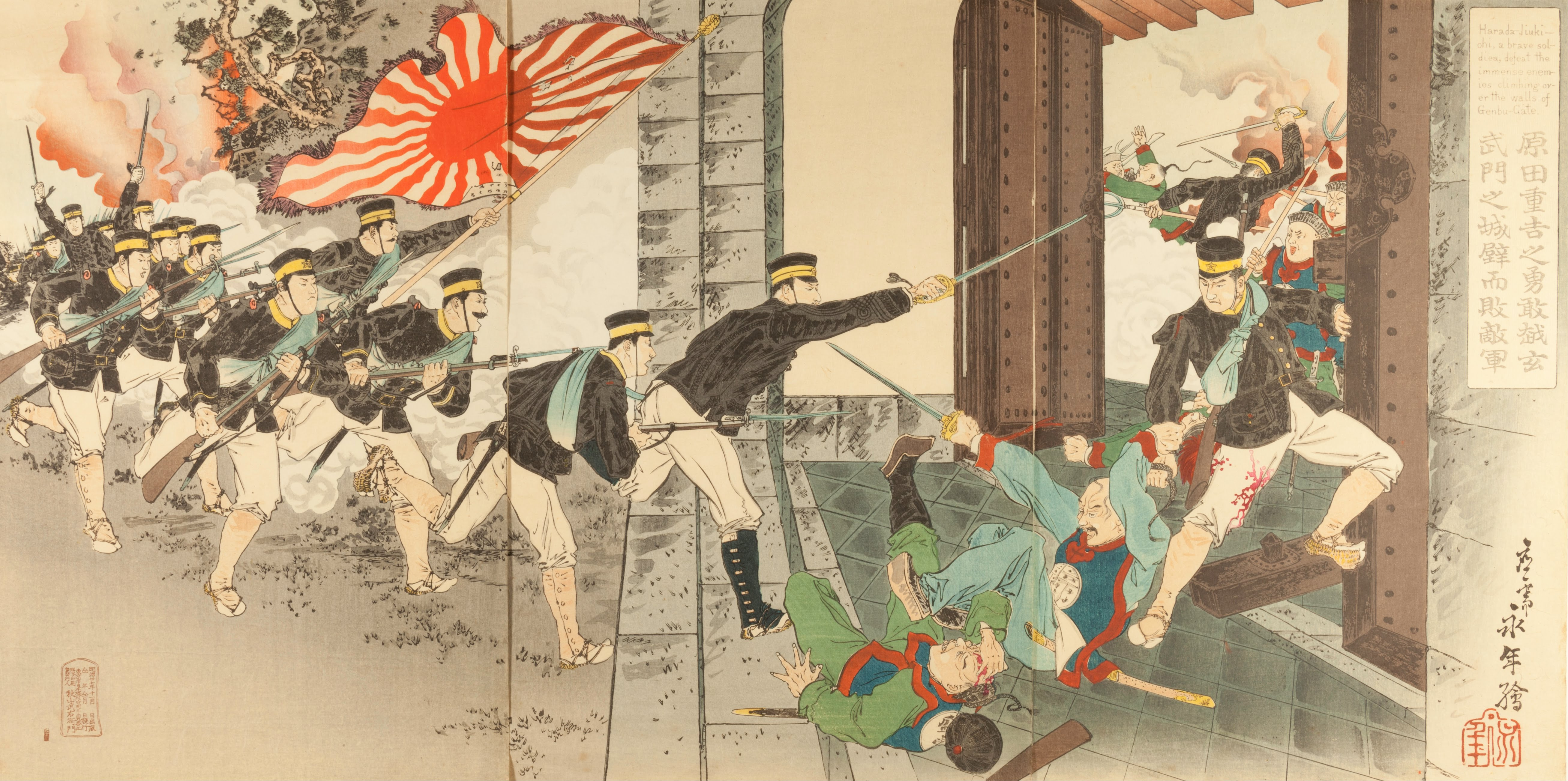
「原田重吉之勇敢越玄武門之城壁而敗敵軍」名和永年画

原田 重吉（はらだ じゅうきち、1868年11月23日（明治元年10月10日）- 1938年（昭和13年）8月6日）は、大日本帝国陸軍軍人。篤農家。日清戦争での平壌の戦いにおいて「玄武門破り」の英雄として知られた。名前は十吉とも表記される。

## 経歴
三河国加茂郡日明村（のち愛知県東加茂郡豊栄村、松平村、松平町を経て現・豊田市）に原田幸吉の次男に生まれる。家業の農業に従事し、1888年、徴兵検査に合格し、豊橋歩兵第18連隊に入隊する。3年後に除隊、除隊後は帰郷し、農業に従事した。
1894年、日清戦争が勃発し、召集された重吉は平壌の戦いに参加した。9月15日に平壌総攻撃の命令が下り、部隊は玄武門に近づいた。原田は13人の決死隊に選抜され、城壁をよじ登り城内に入り、敵兵の抵抗に遭いながらも錠前を壊して門扉を開き、味方の兵を城内に引き入れたことによって、平壌は陥落した。新聞などで原田の活躍が日本国内でも知られるようになり、一躍英雄になった。原田は、上等兵に進級、功七級金鵄勲章を受けた。
翌1895年に日清戦争が終わって凱旋帰国した原田を待っていたのは祝福の嵐だった。原田のもとへ祝福する人が大勢来たため、彼には多額の借金が残った。借金返済のため名古屋の興行師に芝居に出ることを持ち掛けられ、玄武門の戦いの芝居に出た。芝居は各地で好評を博し、原田を名乗る別人によるニセ興行まで現れたという。借金返済が終わった後は芝居出演から足を洗い、再び農業に従事した。日露戦争でも1904年に召集され、翌1905年に帰国した。
以後は郷里で農業に励み、自給燻炭肥料を生産し、米麦の収穫を倍増させた。この件で1923年と1924年に愛知県知事や郡農会から表彰を受けた。ほかに、桑、桃、桐などを山に植えて農家の副収入にも力を入れ、地元では篤農家として尊敬を集めた。1938年に満69歳で死去。
原田の生誕100年にあたる1968年に明治百年記念事業として旧日明村の住民が松平町に「原田十吉顕彰碑」を建てた。